# Заборовье (Вышневолоцкий район)
Заборовье — деревня в Вышневолоцком городском округе Тверской области. 

## География
Деревня расположена в 34 км на юго-запад от города Вышний Волочек.

## История
В 1788 году в селе была построена каменная Петропавловская церковь с 3 престолами.
В конце XIX — начале XX века село входило в состав Заборовской волости Вышневолоцкого уезда Тверской губернии.
С 1929 года деревня входила в состав Плотичного сельсовета Вышневолоцкого района Тверского округа Московской области, с 1935 года — в составе Калининской области, с 1994 года — в составе Бухоловского сельского округа, с 2005 года — в составе Есеновичского сельского поселения, с 2019 года — в составе Вышневолоцкого городского округа.

## Население
| 1859 | 2002 | 2010 |
| ---- | ---- | ---- |
| 67   | ↘0   | →0   |

## Достопримечательности
В деревне расположена недействующая Церковь Петра и Павла (1788)